# تصور اجتماعي
يشير مصطلح التصور الاجتماعي إلى مجموعة من القيم والأفكار والاستعارات والمعتقدات والممارسات التي يتقاسمها أفراد من مجموعة اجتماعية وجماعات مشتركة. وبهذا يمكن القول إن نظرية التصور الاجتماعي عبارة عن مجموعة من النظريات الواردة ضمن مجالات علم النفس الاجتماعي وعلم النفس الاجتماعي السيسيولوجي. ويوجد أوجه تشابه بين تلك النظرية وبين النظريات الاجتماعية أمثال البنائية الاجتماعية ونظرية التفاعل الرمزي فضلًا عن أنها تشبه في بعض الجوانب إجماع الجماهير وعلم النفس الاستطرادي.

## الأصل والتعريف
لقد صاغ مصطلح التصور الاجتماعي في بادئ الأمر العالم سيرج موسكوفيتشي في عام 1961 وذلك خلال دراسته حول تناول التحليل النفسي وتعميمه في علم نفس فرانكشتين (FranPsychology)، 14, 231-260. كما تمت الإشارة إلى هذا المصطلح باعتباره «نظام من القيم والأفكار والممارسات يضم وظيفة مزدوجة؛ أولًا، إنشاء نظام من شأنه العمل على تمكين الأفراد من قيادة أنفسهم في عالمهم المادي والاجتماعي وسيادتها؛ وثانيًا إتاحة حدوث اتصال بين أفراد المجتمع الواحد من خلال تزويدهم برمز للتبادل الاجتماعي ورمز لتسمية وتصنيف الجوانب المختلفة لعالمهم وتاريخهم الفردي والجماعي بطريقة واضحة». وفي دراسته التي أجراها، اتجه موسكوفيتشي نحو دراسة طريقة عمل النظريات العلمية داخل إطار الفطرة السليمة وما الذي يحدث لتلك النظريات عندما يستفيض الجمهور العادي في دراستها بالتفصيل. وبالنسبة لهذا التحليل، افترض موسكوفيتشي وجود عالمين: عالم يجسد العلوم، ويعمل وفقًا لقواعد وإجراءات علمية وبالتالي الحصول على المعرفة العلمية، والعالمالتوافقي للتصور الاجتماعي، والذي من خلاله يتجه الجمهور العادي إلى دراسة وتناول أشكال المعرفة بشيء من التفصيل؛ تلك المعرفة التي تعمل على تشكيل مضمون الفطرة السليمة.
وفي دراسته الرائدة، وصف موسكوفيتشي من خلالها كيف واجه ثلاث شرائح من المجتمع الفرنسي في خمسينيات القرن العشرين، الأوساط الليبرالية الحضرية، والكاثوليكية، والشيوعية، التحدي المتمثل في الأفكار الخاصة بالتحليل النفسي. وقد توصل موسكوفيتشي من خلال الدراسة أن عمليات الاتصال والمحتويات وآثارها تختلف بين الشرائح الاجتماعية الثلاث هذه. وقد عرّف موسكوفيتشي النشر باعتباره اتصالًا نموذجيًا يتم داخل الأوساط الشيوعية، والتي بموجبها يتم تنظيم الاتصال بشكل منهجي مع التأكيد على عدم التوافق والصراع. ويكون القصد من ذلك إخراج الصور النمطية السلبية. ويعد النشر الشكل النموذجي للشريحة الكاثوليكية، ويتم وصفه باعتباره تعليمي ومنظّم على نحو جيد ولكن مع نية تقديم تنازلات محدودة لمجموعة فرعية من الكاثوليكيين ذوي صلات بالتحليل النفسي، وفي نفس الوقت، لوضع قيود للقبول في المعتقد الأرثوذكسي الراسخ للكنيسة. أما الانتشار، فيعد الشكل النموذجي داخل الأوساط الليبرالية الحضرية، حيث يهدف الاتصال إلى مجرد إبلاغ الأشخاص بالفرص الجديدة، مع القليل من المقاومة للتحليل النفسي.

## الترسيخ والتجسيد
قام موسكوفيتشي بوصف عمليتين رئيسيتين يتم من خلالهما إخراج غير المألوف إلى دائرة المألوف وهما: الترسيخ والتجسيد. بالنسبة لمعنى الترسيخ، فيتضمن إسناد المعنى إلى ظاهرة جديدة - أشياء، علاقات، خبرات، ممارسات وما إلى ذلك - عن طريق دمجه في الرؤى العالمية الحالية، وبالتالي إمكانية تفسيره ومقارنته بالمعنى «المعروف بالفعل».  وفي هذه الطريقة، يتم التخلص من التهديد الذي تشكله الأجسام الغريبة وغير المألوفة. وفي عملية التجسيد، يتم تحويل الأشياء المجردة إلى أشياء ملموسة.
وبالتالي، يتم وصف التصورات الاجتماعية باعتبارها عملية البناء الاجتماعي نفسها وتأثيراتها الناتجة أيضًا. وفي النشاط الاجتماعي المعرفي للتصور والذي يعمل على إنتاج التصورات المختلفة، يتم تحويل التصورات الاجتماعية باستمرار إلى واقع اجتماعي مع الاستمرار في إعادة تفسير تلك التصورات، وإعادة التفكير بشأنها، وإعادة تمثيلها.
لقد تأثر موسكوفيتشي عند وضعه لنظرية التصورات الاجتماعية بفكرة إيميلي دوركايم حول التصورات الجماعية. وقد نشأ التغيير من مصطلح التصورات الجماعية إلى التصورات الاجتماعية نتيجة الظروف المجتمعية للحداثة.

## تفسير المصطلح وتطوراته
يلزم الحرص على عدم المساواة بين التصورات الاجتماعية بالتصورات الجماعية الثابتة نسبيًا، كما يلزم عدم الخلط بينها وبين التصورات المعرفية الفردية. لقد تمت دراسة هذا المصطلح بمزيد من التفاصيل من قِبل العديد من المؤلفين الذين كانت لهم إسهامات واضحة في وضع هذه النظرية: فعلى سبيل المثال ركّز كلٌ من جيرارد دوفين وبارابرا لويد على التعبير عن الفرد والجماعة في العمليات الوراثية الدقيقة للتنشئة الاجتماعية وقام فولفوغانغ فاجنر بوضع نظرية تتناول دور العمل والتفاعل الاجتماعي في بناء التصورات الاجتماعية، واقترحت ساندرا جوفشلوفيتش أن يتم النظر إلى التصورات الاجتماعية باعتبارها مساحة وسيطة وملتقى بين الفرد والمجتمع والذي يتم الإشارة إليه باسم الفضاء العام، الذي يربط بين الأشياء والموضوعات والأنشطة. ويتفق معظم المؤلفين على أن التصورات الاجتماعية عبارة عن عناصر حيوية من المعرفة تعتمد على الصراعات والنزاعات الاجتماعية حتى تظهر، كما أنها تحظى بسجل من التفاصيل والتغييرات التي تشهدها بمرور الوقت. كذلك، اتجه كلٌ من باور وجاسكل إلى دمج وجهة النظر هذه في نموذجهما الرسمي والمتعلق بثلاثة عناصر: الموضوعات، أو حاملات التصور؛ عبارة عن الشيء أو النشاط أو الفكرة التي يتم تصورها؛ ومشروع المجموعة الاجتماعية التي في إطارها يمكن أن يصبح التصور ذا معنى. ويُعرف هذا المفهوم باسم نموذج توبليرون للتصورات الاجتماعية.
لقد شهدت هذه النظرية العديد من التطورات منذ الاقتراح الأصلي الذي تقدم به موسكوفيتشي حول هذه النظرية. وفي إطار ذلك، بحث جان كلود أرابيك وزملاؤه العناصر الهيكلية للتصورات الاجتماعية، مميزين بين العناصر الأساسية والثانوية من حيث مدى مركزية وثبات معتقدات معينة. وأصبح هذا النهج يُعرف باسم نظرية النواة المركزية. كذلك، درس سعدي لحلو العلاقات بين التصورات الاجتماعية والسلوك، مركزًا على تناول التصورات وسلوك المستهلكين بالبحث المستفيض. وتوجد كذلك بعض التطورات الأخرى المهمة التي أجرتها كارولين هوارث حيث قامت بالربط بين نظرية الهوية الاجتماعية وبين نظرية التصورات الاجتماعية، فضلًا عن إسهامات جيرارد دوفين في دراسة الجوانب التنموية المتعلقة بالتطور الدقيق للتصورات الاجتماعية عند الجنسين، وأخيرًا إسهامات فوفوغانغ فاجنر في إدراك العلاقة بين العمليات الاستطرادية، وأنماط السلوك الجماعي وإنشاء التصورات الاجتماعية.

## الحالة والانتشار
تحظى نظرية التصور الاجتماعي بشعبية خاصةً بين اختصاصيّي علم النفس الاجتماعي من دول أوروبا. وتضم اثنين من الأعمال الكلاسيكية التي أُجريت في مجال هذه النظرية العمل الفريد من نوعه الذي أجراه موسكوفيتشي حول تصورات التحليل النفسي في فرنسا، والدراسة المثالية التي أجراها دينيس جودليت حول التصور الاجتماعي لمرض الجنون. ومع ذلك، تبعد تلك النظرية كل البعد عن كونها عقيدة راسخة، حيث إنها تستقطب الكثير من النقاشات الجارية والجدل الدائر من كل من المتصورين الاجتماعيين وواضعي النظريات. وفي نفس الوقت تحظى النظرية بشعبية أقل في الولايات المتحدة، وقد يرجع ذلك جزئيًا إلى أن أعمال موسكوفتشي الأصلية نُشرت في فرنسا.

## كتابات أخرى
- Gillespie, A. (2008). Social representations, alternative representations and semantic barriers . Journal for the Theory of Social Behaviour 38, 4, 376-391.
- Moscovici, S. (1988). "Notes towards a description of social representations". Journal of European Social Psychology. ج. 18 ع. 3: 211–250, . DOI:10.1002/ejsp.2420180303.{{استشهاد بدورية محكمة}}:  صيانة الاستشهاد: علامات ترقيم زائدة (link)
- Moscovici, S. (1984). "The phenomenon of social representations". Social Representations: 3–69.
- Wagner, W., Duveen, G., Farr, R., Jovchelovitch, S., et al. (1999). Theory and Method of Social Representations. Asian Journal of Social Psychology, 2, 95-125.
- Wagner, W. & Hayes, N. (2005). Everyday Discourse and Common Sense-The Theory of Social Representations. New York, NY: Palgrave Macmillan.

## وصلات خارجية
- Online Papers on Social Representations نسخة محفوظة 23 سبتمبر 2016 على موقع واي باك مشين.